# Hans Scholl (pacyfista)
Hans Scholl (ur. 22 września 1918 w Ingersheim an der Jagst koło Crailsheim, zm. 22 lutego 1943 w Monachium) – członek nielegalnej pacyfistycznej organizacji Biała Róża (działającej w III Rzeszy), skazany za zdradę na ścięcie na gilotynie i stracony.
Ojciec Hansa Scholla – Robert był burmistrzem Forchtenberg a matka – Magdalena pielęgniarką.
W wieku 15 lat dołączył do Hitlerjugend, uczestniczył też w zjazdach nazistowskich w Norymberdze. W grudniu 1937, po donosie jego byłego kochanka Rolfa Futterknechta, został zatrzymany przez Gestapo i oskarżony o niemoralne zachowanie. Scholl nie zaprzeczył, oświadczając: Mogę tylko wyjaśnić powody moich działań wielką miłością, jaką żywiłem do Futterknechta. Sąd umorzył sprawę, uznając, że była to jedynie młodzieńcza aberracja i nie warto przekreślać wzorowej postawy Scholla w strukturach młodych nazistów.
18 lutego 1943 zatrzymano go wraz z siostrą Sophie za tworzenie i kolportowaniu ulotek antyhitlerowskich na Uniwersytecie Ludwika i Maksymiliana w Monachium i malowanie antyhitlerowskich napisów na gmachach urządów w Monachium. 22 lutego, razem z siostrą oraz ich przyjacielem Christophem Probstem, po czterech dniach przesłuchania i krótkim procesie został skazany na śmierć. Wyrok wykonano jeszcze tego samego dnia.
Działalność rodzeństwa z Monachium zainspirowała uczniów i studentów (w sumie ok. 50 osób), do prowadzenia podobnej aktywności w Hamburgu.

## Upamiętnienie
- Na monachijskiej uczelni rodzeństwo Schollów, będące symbolem bohaterstwa i humanizmu, upamiętnione jest na wiele sposobów – między innymi istnieje Instytut Rodzeństwa Schollów, a plac przed głównym budynkiem nazwano ich imieniem (Geschwister-Scholl-Platz).
- Samorząd studencki Uniwersytetu Ludwika i Maksymiliana domaga się zmiany nazwy uczelni na Geschwister-Scholl-Universität (Uniwersytet Rodzeństwa Schollów).